# Seznam tvrzí v Praze
Seznam tvrzí v Praze obsahuje tvrze dochované, přestavěné a zaniklé včetně objektů nepotvrzených. Je seřazen podle abecedy.

## B
- Babice u Chval
- Benice
- Běchovice – první tvrz
- Běchovice – druhá tvrz
- Bohnice
- Braník (Dominikánský dvůr)
- Butovice

## C
- Ctěnice

## Č
- Čakovice – první tvrz
- Čakovice – druhá tvrz
- Čertousy
- Čimice

## D
- Dolní Krč
- Dolní Měcholupy
- Dolní Počernice
- Dubeč
- Dubeček

## Ď
- Ďáblice

## H
- Hloubětín
- Hlubočepy
- Hodkovičky
- Horní Krč
- Horní Počernice
- Hostivař
- Hradiště (Vinoř)
- Hrnčíře (Šeberov)
- Humenec (Hloubětín)

## Ch
- Chodov
- Cholupice
- Chvaly (zámek)
- Chvaly – druhá tvrz

## J
- Jinonice

## K
- Kbely
- Koloděje
- Kolovraty
- Komořany
- Královice
- Králův dvůr (Staré Město)
- Křeslice
- Kunratice
- Kyje

## L
- Libeň
- Libuš
- Lítožnice

## M
- Malá Chuchle
- Malešice
- Miškovice
- Motol

## O
- Olšany

## P
- Petrovice
- Pitkovice
- Písnice
- Podolí
- Podviní (Libeň)
- Práče (Záběhlice)
- Přední Kopanina

## R
- Ruzyně

## S
- Slavětice (Klánovice)
- Stodůlky
- Strašnice – (Elingovská)
- Strašnice – (Štukovská)
- Suchdol (Brandejsův statek)

## Š
- Šeberov
- Šešovice (Hrdlořezy)
- Štěrboholy
- Štít (Křeslice)

## T
- Tryskovice (Třeboradice)
- Třeboradice

## U
- Uhříněves (mlýn)
- Uhříněves (zámek)

## V
- Vinoř
- Vršovice
- Vysočany

## Z
- Záběhlice – tvrz Václava IV.
- Záběhlice